# Bassus merkli
Bassus merkli är en stekelart som beskrevs av Papp 1998. Bassus merkli ingår i släktet Bassus och familjen bracksteklar. Inga underarter finns listade.